# Jozef Herda
Jozef Herda (Trnava, 21 d'abril de 1910 - Bratislava, 4 d'octubre de 1985) fou un lluitador txecoslovac. Va guanyar la medalla d'argent en la categoria de menys de 66 kg de lluita grecoromana als Jocs Olímpics d'Estiu de 1936, disputats a Berlín.